# 逃げる女 (2016年のテレビドラマ)
『逃げる女』（にげるおんな）は、2016年1月9日から2月13日まで毎週土曜22:00 - 22:44にNHK「土曜ドラマ」枠で放送された日本のテレビドラマである。主演は水野美紀。全6話。

## あらすじ
8年前、勤務していた養護施設で発生した児童殺害事件の第一発見者になった西脇梨江子（水野美紀）は、警察の過酷な取り調べと親友・川瀬あずみ（田畑智子）の偽証によって冤罪で投獄されてしまう。8年後、再審が認められたことにより梨江子は釈放されるも、世間からは殺人犯のレッテルを貼られたままで、梨江子の家族もその影響を受けてしまっていた。
梨江子は自分の人生を汚したあずみを探し出す旅に出るが、その途中で奇妙な女・谷口美緒（仲里依紗）と出会う。美緒は梨江子の行く先々へとついて回り、時には梨江子を守るような行動を取るが、梨江子の知らぬところで美緒は複数の男を殺していた。
かつて、梨江子を自供に追い込んだ佐久間刑事（遠藤憲一）は責任を感じ、頼る者のいない梨江子を心配すると共に、梨江子があずみに復讐するのではないかと心配していた。使わくなった携帯電話を譲るなどし、動向を気にかけていたが、美緒が「佐久間は妻を殺したのではないか」「佐久間は梨江子をまだ疑っているのではないか」と梨江子の猜疑心を増幅させるような言動ばかりをする。

## キャスト

### 主要人物
西脇 梨江子
演 - 水野美紀
児童養護施設「うみかぜ園」の元職員で大学院卒。臨床心理士の資格を持つ。児童殺人事件の犯人として8年間、服役。再審が認められ釈放された。
谷口 美緒
演 - 仲里依紗
梨江子の前に突如として現れた謎の女。長い銀髪が特徴。男を誘い、性行為に及ぶ直前で殺す。傍若無人な言動を取りつつ、梨江子の旅に同行する。
佐久間 学
演 - 遠藤憲一
児童殺人事件を担当した刑事。事件当時、妻に家を出て行かれた私情も絡んで、梨江子に厳しい取り調べをし、結果的に自白を強要した。
安藤 純也
演 - 賀来賢人
佐久間の後輩刑事。
西脇 喬雄
演 - 古谷一行
梨江子の父。

### 児童養護施設「うみかぜ園」
川瀬 あずみ
演 - 田畑智子
元職員。事件の直後に退職。梨江子と中学の時からの親友であり味方。被害者の死亡推定時刻に駅で梨江子と会ったが、法廷ではアリバイを否定する。
斉藤 浩一
演 - 高橋克典
元職員。事件の真相を明かすべく尽力。
山口 豊子
演 ‐ りりィ
園長。保釈された梨江子に冷淡な態度で接する。
飯坂 八重
演 ‐ 安藤玉恵
職員。

### 警察関係者
天野 直将
演 - 加藤雅也
県警捜査一課課長。
柏木 健作
演 - でんでん
児童殺人事件を担当した佐久間の先輩刑事。

### その他
香村 綾乃
演 - 原田美枝子
海辺のカフェの女主人。去年まであずみと一緒に働いていた。梨江子を受け入れ、偏見なく接する。
深見 元
演 - 高橋努
梨江子とあずみを知る、中学・高校時代の友人。
松尾 結花
演 - 水崎綾女
梨江子の妹。殺人犯の妹扱いされ、辛い高校生活を過ごし、高校2年生の時に退学。苗字を変えるため両親が偽装離婚。
大友 季佐
演 ‐ あめくみちこ
8年前の事件被害者・大沢達也の叔母。
大友 美鈴
演 ‐ 三浦透子
季佐の娘。
矢島
演 ‐ 諏訪太朗
梨江子の担当弁護士。
松尾 泰子
演 - 田島令子
梨江子の母。解離性健忘を患っている。
田島 真司
演 - 竹井亮介
あずみの夫。
宮尾 華江
演 - 西尾まり
梨江子とあずみの同級生。
村瀬 千夏
演 - 黒沢あすか
あずみのお姉さん（擬似ペア）。
川瀬 啓子
演 - 茅島成美
あずみの母。
川瀬 孝司
演 - 田口主将
あずみの父。
坂崎 明美
演 ‐ 三輪ひとみ
美緒の母。
坂部 辰夫
演 ‐ 遠山俊也
古賀刑事
演 ‐ 山崎潤
山下刑事
演 ‐ 生島勇輝
路上パフォーマーの女
演 - 和泉妃夏

## スタッフ
- 脚本 - 鎌田敏夫
- 音楽 - 上野耕路
- 演出 - 黒崎博、中島由貴
- 制作統括 - 内田ゆき（NHKエンタープライズ）、越智篤志（NHK）
- プロデューサー - 中山和記（バンエイト）
- 美術 - 岩倉暢子
- 技術 - 水野富裕
- 音響効果 - 坂本愛
- 撮影 - 相馬和典
- 照明 - 鈴木岳
- 音声 - 高木陽
- 映像技術 - 関口寛子
- VFX - 櫻田剛
- 美術進行 - 山畑勝哉
- 衣裳コーディネート - 宮本茉莉
- 記録 - 岡崎正亮
- 編集 - 大庭弘之
- 演出補 - 柿田裕左　吉田望　田中章一　山口真由美
- 制作 - NHKエンタープライズ

## 放送日程
| 各話   | 放送日  | サブタイトル     | 演出     |
| ------ | ------- | ---------------- | -------- |
| 第1話  | 1月09日 | 無実の傷あと     | 黒崎博   |
| 第2話  | 1月16日 | 嘘つきと嵐       | 黒崎博   |
| 第3話  | 1月23日 | 壊れたままの幸せ | 中島由貴 |
| 第4話  | 1月30日 | 危険な道連れ     | 中島由貴 |
| 第5話  | 2月06日 | あなたしかいない | 黒崎博   |
| 最終話 | 2月13日 | 滅びぬ愛         | 黒崎博   |

## 受賞
- 第3回コンフィデンスアワード・ドラマ賞（2016年）[2][3]
  - 助演女優賞（仲里依紗）